# Lucía Chilibroste
Lucía Chilibroste (Mercedes, 20 de febrero de 1981) es una profesora, escritora, investigadora e historiadora uruguaya
Estudió profesorado de historia en el CERP (Centro Regional de Profesores del Suroeste), y realizó estudios en  Universidad Autónoma de México y Universidad Nacional de la Plata en Argentina y tiene un máster en Estudios Latinoamericanos en la Universidad de la República. Es colaboradora en temas de danza en el El País de Uruguay, Dança Brasil y Dance Europe de Inglaterra.
Fue colaboradora en temas de danza en el El País de Uruguay, Dança Brasil y Dance Europe de Inglaterra. Estuvo a cargo de las charlas con el público previas a las funciones del Ballet Nacional Sodre (2013 y 2014) .
Desde el 2010 ha sido divulgadora académica del ballet.[cita requerida]
Ha participado de las publicaciones "La Sala transparente" con el capítulo “Entre años inciertos y dorados”;(Montevideo; BMR Productora cultural; 2016) y en "Pueblo Ballet" de Santiago Barreiro con el capítulo “Contexto histórico” (Montevideo; Gráfica Mosca; 2015).[cita requerida]
El 3 de diciembre de 2020 presentó el libro “El equilibrio de bailar” sobre la vida de la empresaria, directora y primera figura del ballet uruguayo María Noel Riccetto, con prólogo de Julio Bocca.

## Vida privada
Contrajo matrimonio y tiene dos hijos Patricio y Olivia.

## Libro
- 2020, El equilibrio de bailar (ISBN 9789974868137)